# Oberfränkisches Bauernhofmuseum Kleinlosnitz

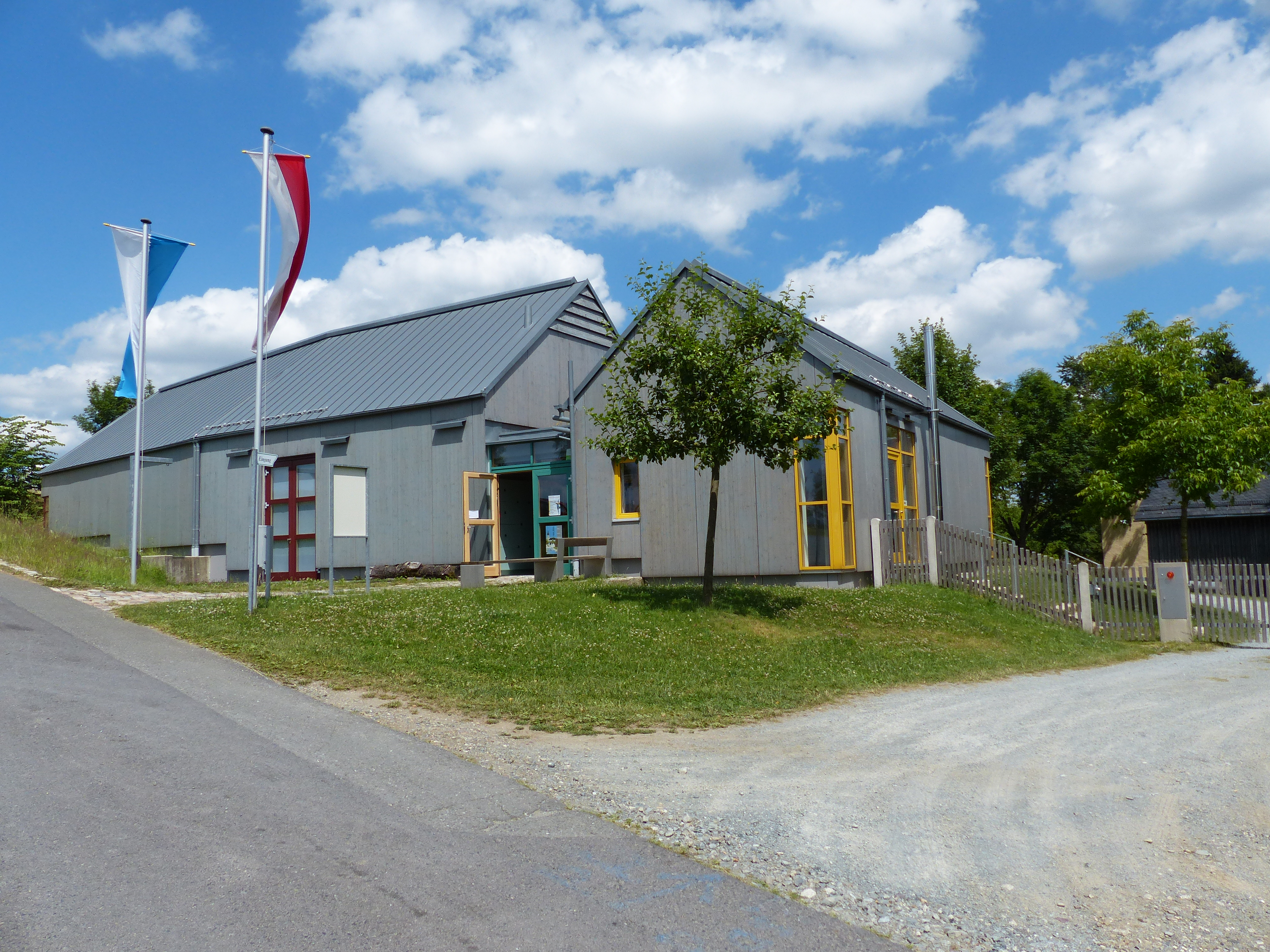
Museumseingang

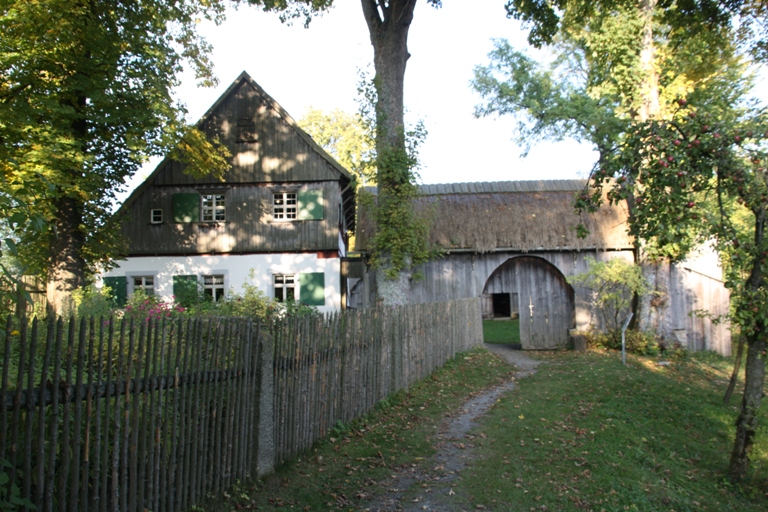
Dietel-Hof

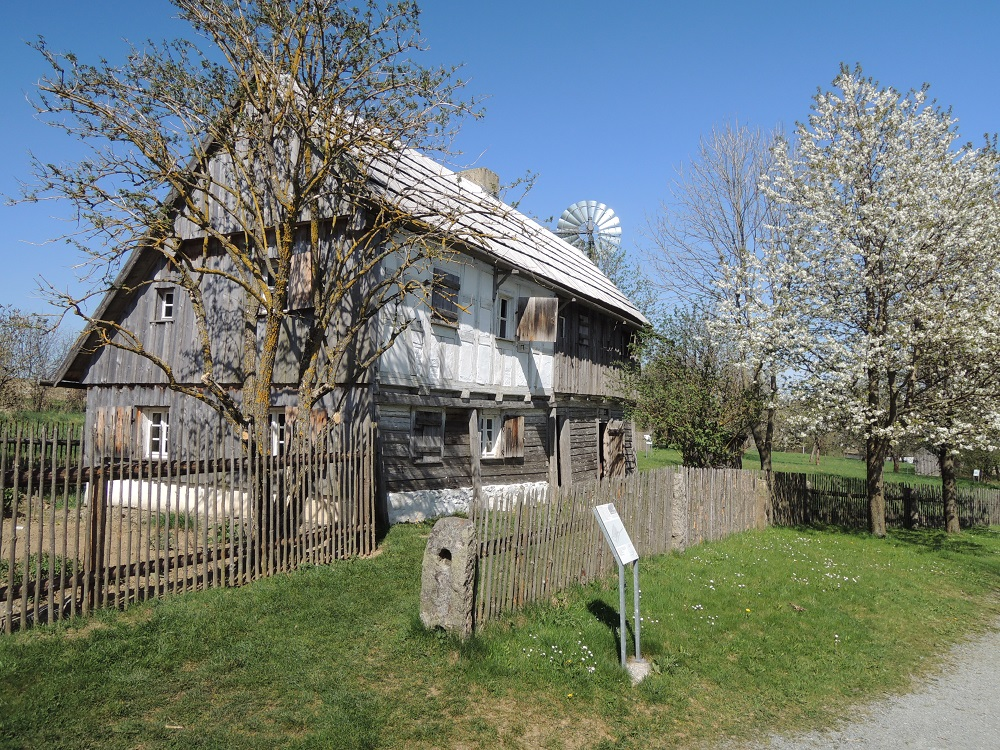
Handwerkerhaus aus Saalenstein

Das Oberfränkische Bauernhofmuseum Kleinlosnitz ist ein Freilichtmuseum im Gemeindeteil Kleinlosnitz von Zell im Fichtelgebirge zur Regionalgeschichte der Landwirtschaft.

## Geschichte des Museums
Die Gründung des Museums im Jahr 1983 ist mit dem Namen Karl Bedals verbunden, der als Hausforscher im Hofer Raum Bedeutung erlangt hat. Bereits 1972 hatte sich ein entsprechender Verein gegründet, der 1976 den sogenannten Dietel-Hof und 1978 den Nachbarhof erwarb. Erweitert wurde das Museumsgelände unter anderem mit einem Handwerkerhaus von 1785, das 1990 aus Saalenstein versetzt wurde. Des Weiteren wurde ein Flachsbrechhaus aus Wurlitz hier wieder aufgebaut. Typisch für die Region sind das Frackdach, Bauelemente aus Fachwerk und die Nutzung als Wohnstallhaus. In den Jahren 2004–2006 wurde das Museum mit einem neugebauten Ausstellungssaal durch das Landratsamt Hof erweitert.

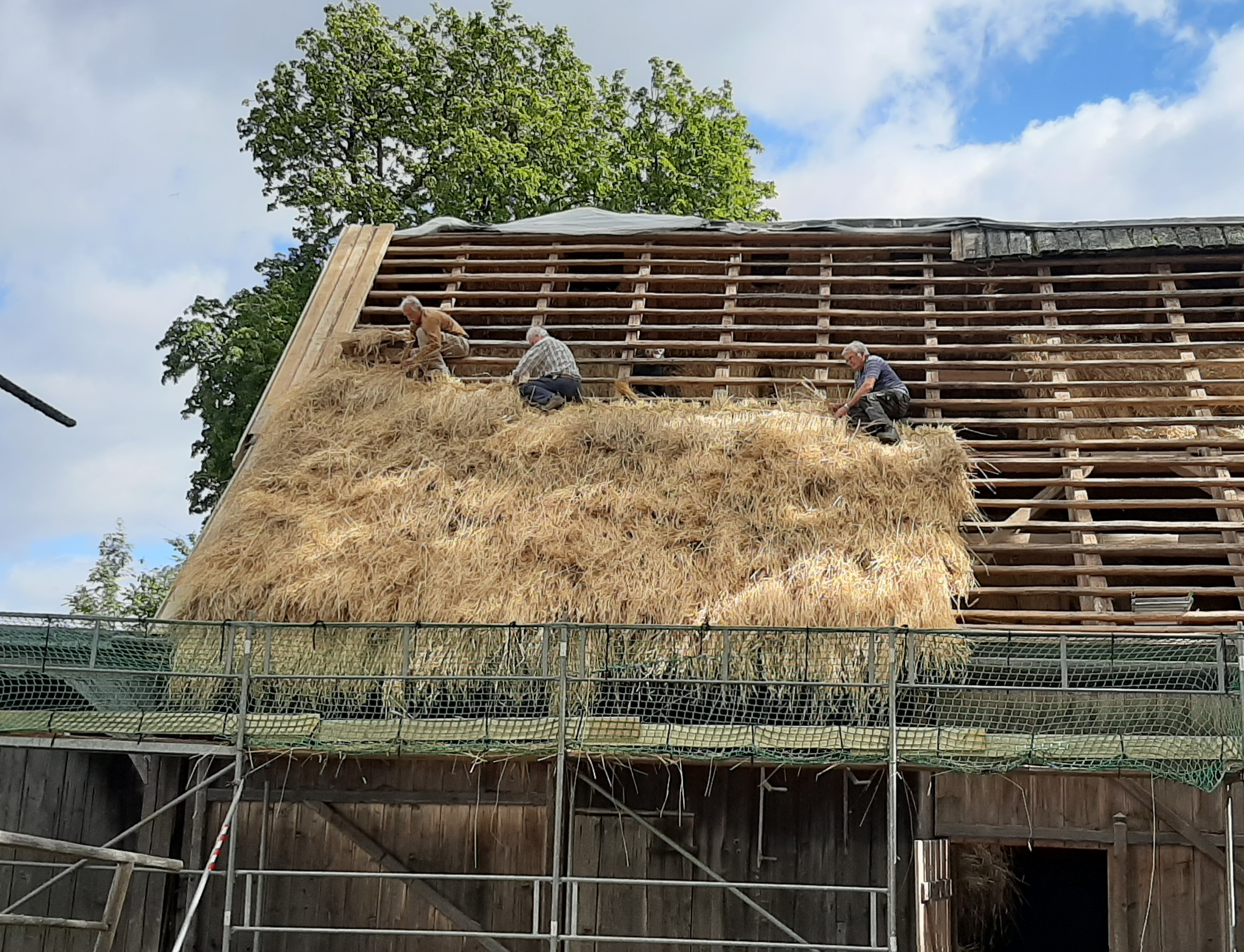
Die Dachdeckung mit vorgefertigten Büscheln (Schauben) aus Roggenstroh war im Fichtelgebirge weit verbreitet und hat sich ohne Unterbrechung bis heute überliefert

Das traditionelle Decken der Dächer mit Stroh kann vorgeführt und erlernt werden. Das Spektrum der Ausstellungsstücke reicht von der bäuerlichen Innenausstattung der Wohnräume über bäuerliche Gerätschaften bis hin zur historischen Bearbeitung von Feldern und Wiesen. Zu den Ausstellungsobjekten zählt ein Pechstein, ein Bienenhaus und ein historisches Windrad.

## Dietel-Hof
Keimzelle und Kern des Museums ist der 230 Jahre alte Dietel-Hof, einer der letzten weitgehend original erhaltenen oberfränkischen Vierseithöfe, von dem außerdem viele Urkunden und andere Schriftstücke erhalten geblieben sind. Der Dietel-Hof samt Torhaus und das angrenzende Wirtschaftsgebäude stehen unter Denkmalschutz. In der Stube wurden schließlich 1986 108 Farbschichten an den Wänden festgestellt.